# Angelo Cardona
Angelo Cardona (Soacha, 1997) è un attivista colombiano per la pace e il disarmo.

## Biografia
È membro del Consiglio della International Peace Bureau (IPB), Co-presidente della Alianza Iberoamericana por la Paz (Italiano: Alleanza Iberoamericana per la pace) e ambasciatore di pace globale della Global Peace Chain. Nel 2019, il suo lavoro per la pace e il disarmo gli è valso l'Inspirational Icon Award ai 21st Century Icon Awards di Londra, Inghilterra.

## Attivismo
Cardona ha iniziato il suo attivismo per la difesa della Giurisdizione Speciale di Pace, (JEP, per il suo acronimo in spagnolo) quando il partito Centro Democratico ha iniziato a proporre modifiche alla Giurisdizione Speciale per la Pace. Che lo portano a fondare, insieme ad altri leader del pacifismo in Colombia, il movimento nazionale 'Sì alla JEP' un movimento che si batte per proteggere la JEP dalle strade e dal Congresso della Repubblica. È membro di Defendamos la Paz (Italiano: Difendiamo la pace). Il movimento cittadino della Colombia per la pace lavora per l'attuazione del processo di pace colombiano. Cardona ha parlato a nome del suo paese in diversi scenari decisionali internazionali come alla Organizzazione delle Nazioni Unite, Bundestag, Palazzo di Westminster, Congresso nazionale dell'Argentina e il Congresso della Repubblica della Colombia.

### International Peace Bureau
Nel 2016, all'età di 19 anni, è diventato membro della International Peace Bureau, ed è stato invitato a partecipare al Congresso Mondiale IPB 'Disarmare per un clima di pace' tra il 30 settembre e il 2 ottobre 2016 a Berlino, Germania. Lì, insieme ad altri 31 giovani di 25 paesi che hanno partecipato al congresso, ha fondato il International Peace Bureau Youth Network (IPBYN).
Nel 2018, l'IPB Youth Network ha iniziato a preparare pre-conferenze per i giovani in diversi paesi del mondo, prima della sua conferenza mondiale dei giovani "Transform" a Berlino, 2019; dove Cardona è uno dei relatori. Quell'anno ha incontrato il pianista argentino e presidente di Humanity United for Universal Demilitarisation (HUFUD), Alberto Portugheis, con il quale ha organizzato la prima pre-conferenza IPBYN in Europa, il 15 settembre 2018 a Rudolf Steiner House in Londra, Inghilterra. Cardona ha tenuto la sua conferenza dal titolo "L'ombra nascosta della guerra", in cui ha parlato del business della guerra e come ha influito sull'attuazione dell'accordo di pace nel suo paese, la Colombia, e il progresso degli sforzi per la pace in diverse regioni del mondo. Il 21 settembre Giornata internazionale della pace, IPBYN IPBYN ha tenuto la sua ultima pre-conferenza del 2018, "Sfide e approcci positivi alla pace" a Berlino.
Dal 20 al 22 settembre 2019, si è tenuto il Congresso mondiale IPBYN, 'Transform! Verso una cultura di pace',in un'alleanza con la Confederazione sindacale internazionale (CSI) a Berlino. Il Congresso ha avuto più di 100 partecipanti da 28 paesi, per lo più giovani. Cardona ha partecipato al panel, 'Come trasformiamo le nostre società?'.
Cardona fa anche parte del gruppo direttivo internazionale per la campagna globale contro la spesa militare (GCOMS). La campagna lanciata nel dicembre 2014 dall'IPB con l'obiettivo di sensibilizzare e cambiare il discorso sulla spesa militare inizia ad espandersi a livello internazionale, attualmente ha più di 100 organizzazioni in 35 paesi. Come parte della campagna, l'IPB propone il 12 aprile come Giornate globali di azione sulla spesa militare (GDAMS).
Nel 2019, Cardona è stata nominata membro del Consiglio del International Peace Bureau.

## Onorificenze
- 2019 Cardona ha vinto l'Inspirational Icon Award ai 21st Century Icon Awards[6][7]
- 2020 Premio 75 Words for Disarmament Award della Ufficio per gli affari del disarmo[32]
- 2021 Diana Award[33]